# Mario Baldini (politico)
Mario Baldini (Levizzano di Castelvetro, 8 settembre 1913 – Modena, 9 agosto 2006) è stato un politico italiano.